# Tim Duquette
Pour les articles homonymes, voir Duquette.
Tim Duquette est un acteur américain né le 24 octobre 1963 à Spencer, Massachusetts (États-Unis).

## Biographie
En 1990, Tim Duquette a déménagé à Los Angeles pour commencer sa carrière en tant qu'acteur. Quatre semaines plus tard, il a été proposé de jouer le rôle d'un « UCLA film Student » dans le film The Doors en 1991. Après le tournage de ce film, il a été demandé de tourner dans d'autres films, dont Visceral Matter, Thursday Afternoon, New Testament et bien plus. 
Tim Duquette a à peu près 17 ans de carrière. Il est le réalisateur et producteur du court documentaire Mom's Apple Pie qui a gagné un prix en 2007. 

## Filmographie
- 1991 : The Doors : UCLA Film Student
- 1995 : Wikipédia: Metalbeast : Roger
- 1997 : Visceral Matter : Bob Maxwell
- 1998 : Thursday Afternoon : Ray Mandelbaum
- 1998 : New Testament : Peter
- 1998 : Bajadores de narcos : Profesor
- 1999 : Ghostown : Detective Green
- 1999 : Slaves of Hollywood : Sammy Stahr
- 2000 : Nelly's Bodega : Priest
- 2001 : Freud's 2nd Law
- 2002 : Inside : Dr. Blake
- 2004 : Gettysburg: Three Days of Destiny (vidéo) : General John B. Gordon (voix)
- 2006 : Lincoln and Lee at Antietam: The Cost of Freedom : General John B. Gordon (voix)